# カザン市電
カザン市電（ロシア語: Казанский трамвай）は、ロシア連邦（旧：ソビエト連邦）のタタールスタン共和国の首都・カザンの路面電車。1899年に開通し、2020年現在は地下鉄（カザン地下鉄）、路線バス、トロリーバスと共にメトロエレクトロトランス（МУП «Метроэлектротранс»）によって運営されている。

## 歴史

### 路面電車の誕生
カザン市内に鉄道を用いた公共交通機関が登場したのは、ロシア帝国時代の1875年10月2日から営業運転を開始した馬車鉄道であった。19世紀末には総延長18.3 km、5つの系統を抱える路線網となった一方、同時期にはベルギーの民間事業者が参入する形でより高速の路面電車を建設する計画が起こり、1899年11月18日に最初の路線が開通した。馬車鉄道が完全に置き換えられたのは翌1900年12月13日である。
第一次世界大戦期には難民や負傷者の流入により路面電車の利用客が急激に増加し、1914年から1916年までの年間利用客はそれまでの1,500万人から2,100万人に膨れ上がり、乗客が屋根にも溢れるほどの混雑ぶりとなった。その結果修理もままならず、更にロシア内戦による混乱や破壊に巻き込まれた結果、1919年の時点で運用可能な電車は僅か十数両にまで減少した。これらの車両の修復を含めた市電の復旧・近代化が始まったのはソビエト連邦成立後の1920年代以降となった。

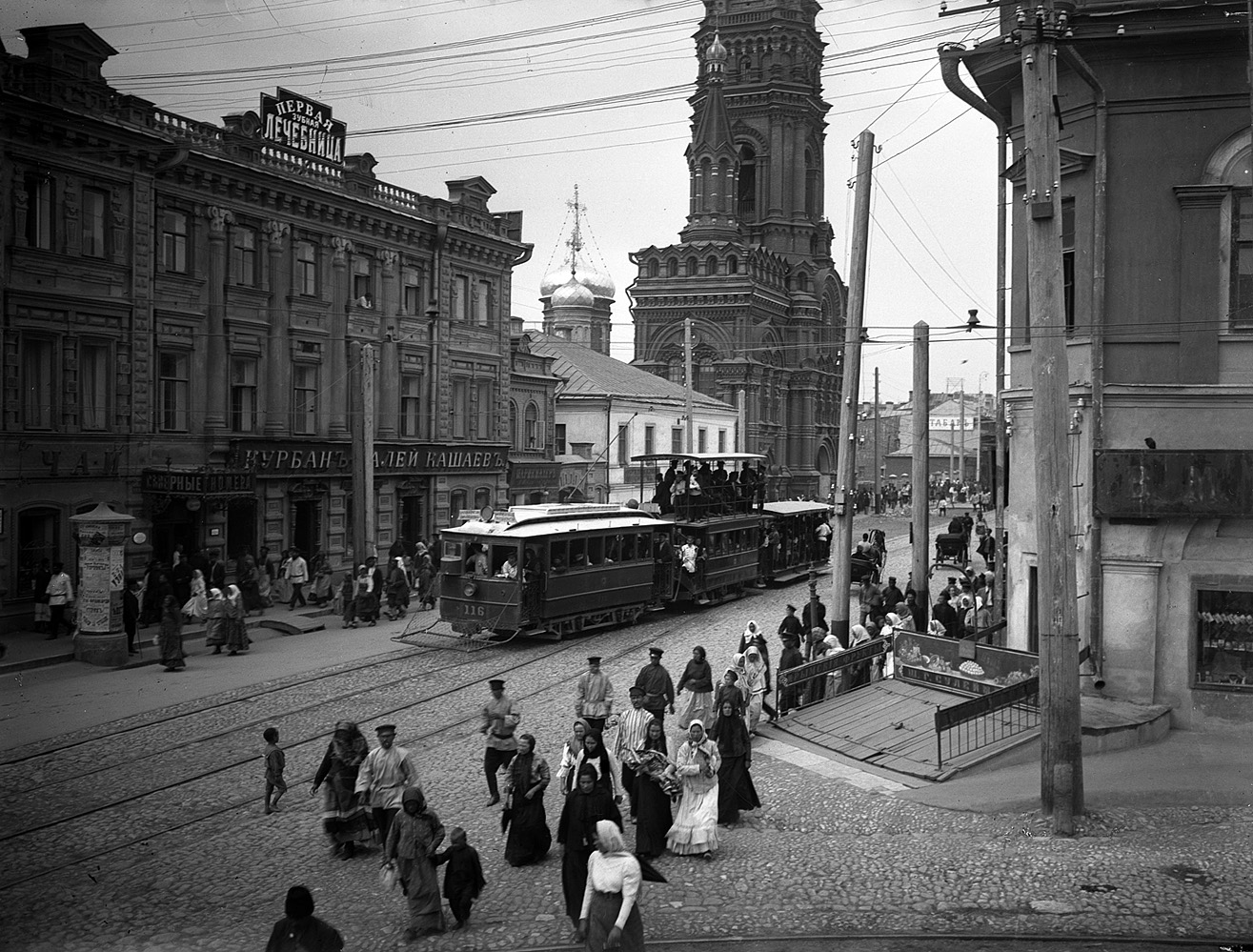
1910年代のカザン市電
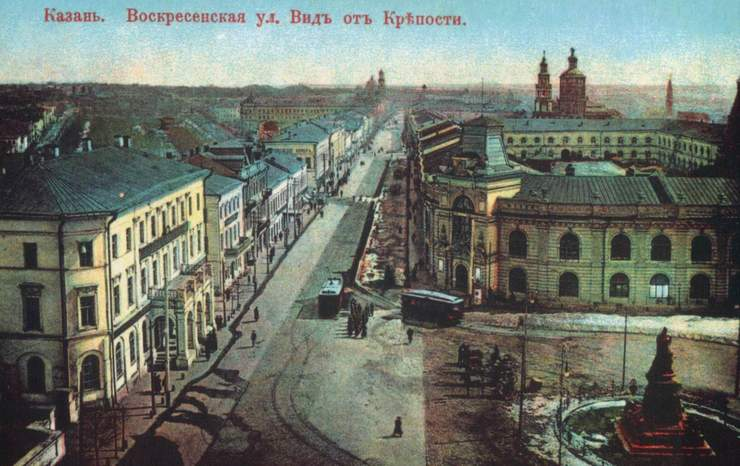
1910年代のカザン市内

### ソビエト連邦時代
ソ連主導の工業化に合わせてカザン市電の路線網は再編・拡張され、1935年時点で存在した7つの系統のうち5つはソ連成立後に開通したものであった。これに伴い変電所の増設も実施された他、1929年以降は従来のベルギー製の電車を置き換えるためソ連製の路面電車車両の導入が始まった。第二次世界大戦の開戦直前には営業キロ70 km以上、車両数159両、年間利用客は革命前を遥かに超える7,500万人以上となった。
大戦中はカザン市内唯一の公共交通機関として稼働し、戦後は経済的な混乱も含めて一時的に利用客の減少が見られたが、1950年代初頭には再度路面電車網の拡張が始まり、1960年代以降は従来の2軸車に代わりボギー車の導入が実施された他、路線延伸に合わせた車庫の建設も行われ、市電はカザンにおける重要な交通機関として運用され続けた。

### ロシア連邦時代
1991年のソビエト連邦の崩壊以降、各都市の路面電車が財政難やモータリーゼーションの進展により路線縮小や廃止に追い込まれる中、カザン市電は市内中心部と各地の地域を結ぶ20の系統を有する大規模な路線網を維持し、1999年には市内を囲む全長30 kmの環状線が営業運転を開始し、当時世界最長の路面電車系統の1つとなった。また、ロシア連邦各地の鉄道車両メーカーで作られた新型電車の導入も積極的に行われていた。
だが2000年代後半以降、カザン市電もモータリーゼーションの影響を受けて路線網の維持が困難となり、前述した環状線を含む多数の系統が廃止に追い込まれ、車庫も1箇所に集約された。その一方で、残存した路線網については系統の見直しに加えて線路や施設、車両の近代化が積極的に行われている。その1つが、次に述べるライトレール路線である。

### カザン・ライトレール

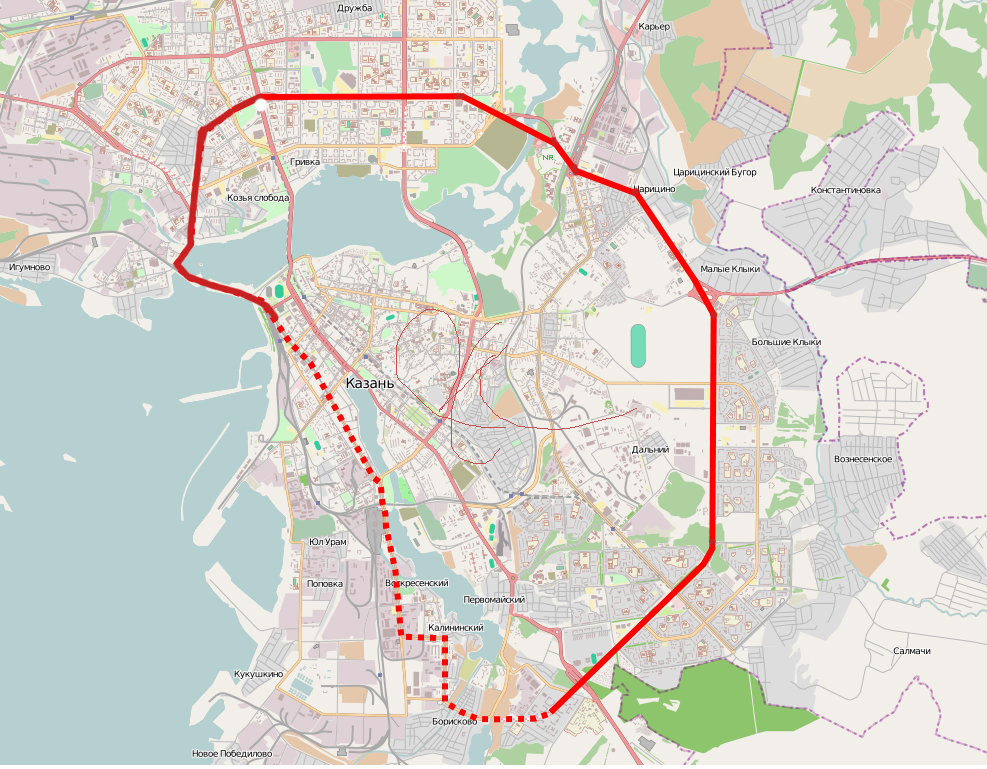
カザン・ライトレールの路線図（2015年現在）
破線は同年時点の開業予定路線

2009年、メトロエレクトロトランスは輸送力増強や高速化に加え、2013年にカザンで開催されたユニバーシアードの観客輸送を目的に、高規格路面電車（ライトレール）を整備する事を発表した。1980年代に建設された路線の整備に加えて新規路線の建設も行われ、2012年10月31日にカザン・ライトレール（Казанский скоростной трамвай）としてカザン東部を走る最初の路線が開通した。
路線のほとんどは道路から分離された専用軌道上に敷設され高速運転が可能となっており、一部区間に存在する併用軌道でも路面電車優先信号により定時制が確保されている。また各地の電停には電車の到着予定時刻を示す案内表示装置が設置され、利便性の向上も図られている。このライトレール開業に合わせてカザン市電初となる連接車（3車体連接車）が導入され、2013年以降営業運転に用いられている。
2019年にはサニーシティ電停（Солнечный город）からの延伸区間が営業運転を開始し、翌2020年8月には市内を囲む全長33 kmの環状線「グレートカザンリング（Большого казанского кольца）」が完成している。

## 系統
2022年7月2日のダイヤ改正以降、カザン市電は以下の系統で運行している。また、2号線については同一区間に動態保存車両のRVZ-6M2を用いた観光列車（Тюбетейка）も設定されている。
| 系統番号 | 起点        | 終点           | 備考・参考                                  |
| -------- | ----------- | -------------- | ------------------------------------------- |
| 1        | Караваево   | Речной порт    |                                             |
| 2        | Ж/д вокзал  | Речной порт    |                                             |
| 3        | Ж/д вокзал  | Глазунова      |                                             |
| 4        | Ул.Халитова | 9-й Микрорайон |                                             |
| 5        | Ж/Д Вокзал  | Ж/д вокзал     | グレートカザンリング 環状系統（反時計回り） |
| 5a       | Ж/Д Вокзал  | Ж/д вокзал     | グレートカザンリング 環状系統（時計回り）   |
| 6        | Караваево   | Халитова       |                                             |
| 7        | Ж/д вокзал  | Глазунова      |                                             |
| 8        | Химическая  | Караваево      |                                             |

## 車両
ソ連崩壊後のカザン市電では新型車両、特にバリアフリー化促進を兼ねた超低床電車の導入を積極的に行なっており、ロシア連邦の路面電車の中でも平均車齢が低いのが特徴である。また、2007年に実施された公共交通網の再編に合わせ、路線バスと路面電車車両の塗装は全車とも赤色単色塗りに統一されている。
2020年現在、カザン市電で営業運転に使用されている形式は以下の通り。また、ソ連時代に製造された旧型電車・RVZ-6M2のうち1両が内装の改造・塗装変更などの工事を受けた上で観光用のレストランカーとして使用されている。
| 形式         | 製造企業                         | 備考                                                              |
| ------------ | -------------------------------- | ----------------------------------------------------------------- |
| 71-402       | ウラルトランスマッシュ           | [ 19 ]                                                            |
| 71-407-01    | ウラルトランスマッシュ           | 部分超低床電車                                                    |
| 71-409-01    | ウラルトランスマッシュ           | 3車体連接車（片運転台） 100%超低床電車                            |
| AKSM-62103   | ベルコムンマッシュ               | 部分超低床電車                                                    |
| AKSM-84300   | ベルコムンマッシュ               | 3車体連接車（両運転台） 部分超低床電車 カザン・ライトレールで運用 |
| AKSM-84500K  | ベルコムンマッシュ               | 3車体連接車（両運転台） 部分超低床電車 カザン・ライトレールで運用 |
| 71-623-02.02 | ウスチ＝カタフスキー車両製造工場 | 部分超低床電車                                                    |
| 71-911       | PC輸送システムズ                 | 100%超低床電車                                                    |

## ギャラリー

### 現有車両

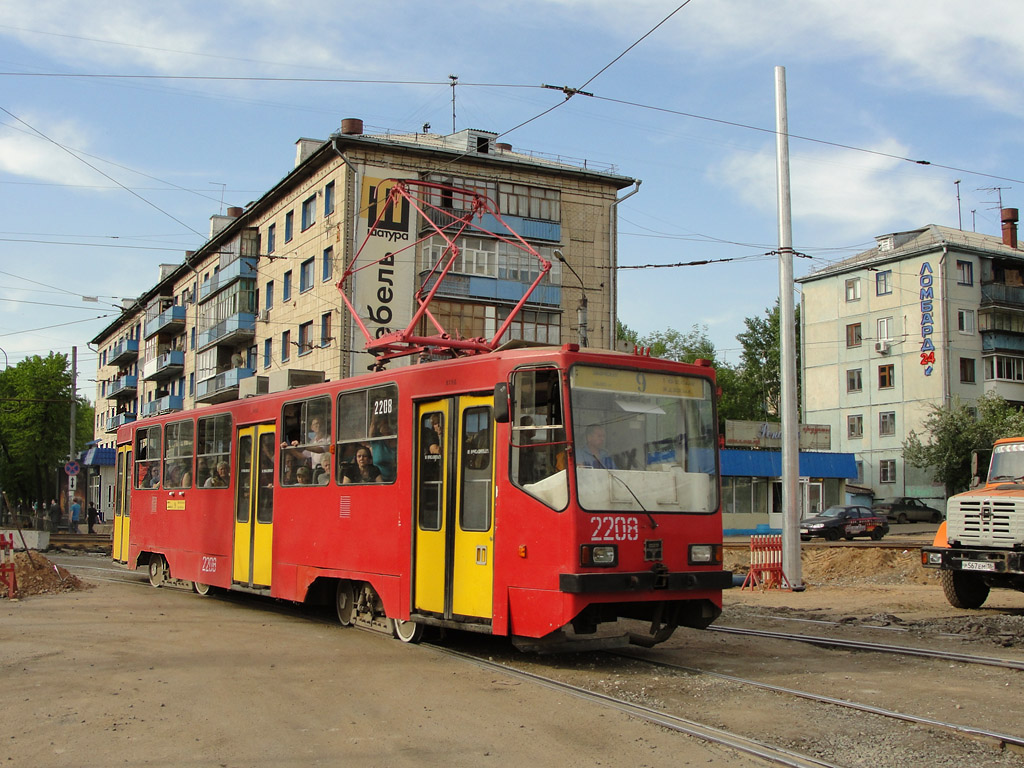
71-402
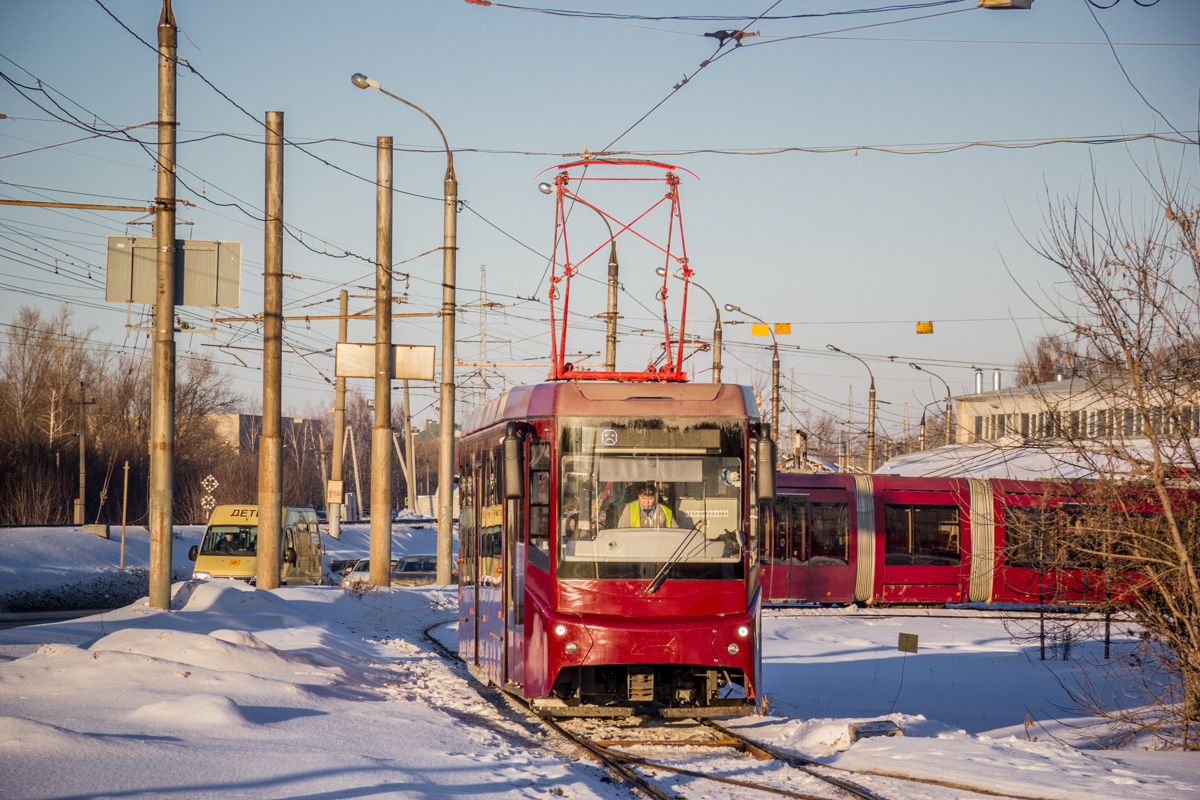
71-407-01
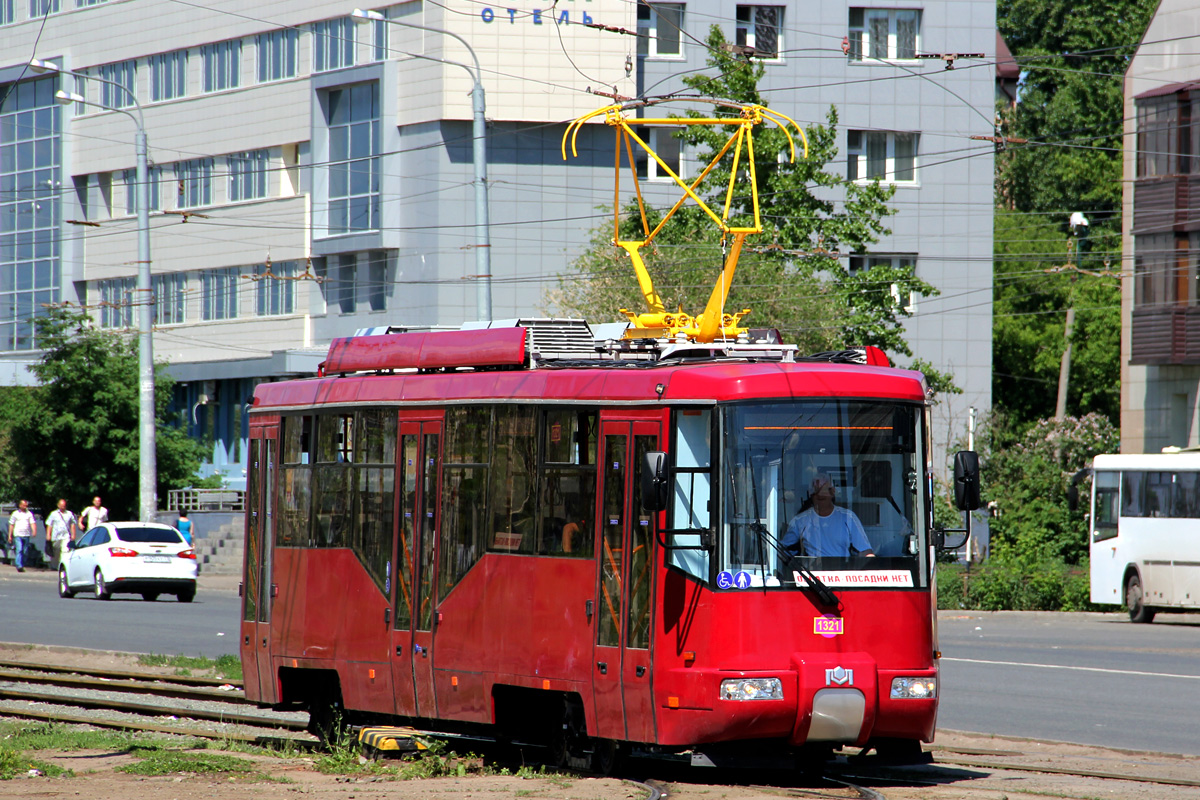
AKSM-62103
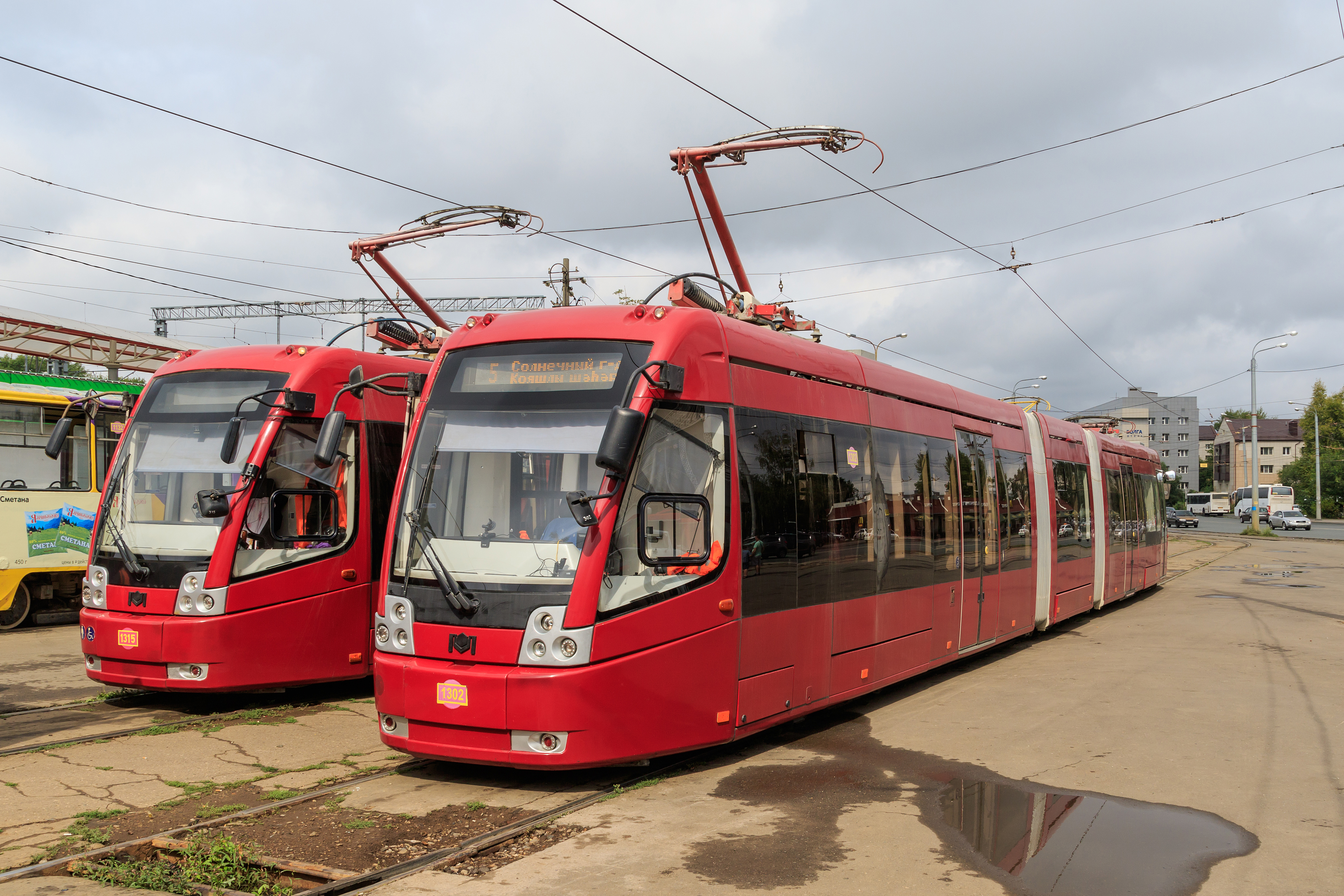
AKSM-84300
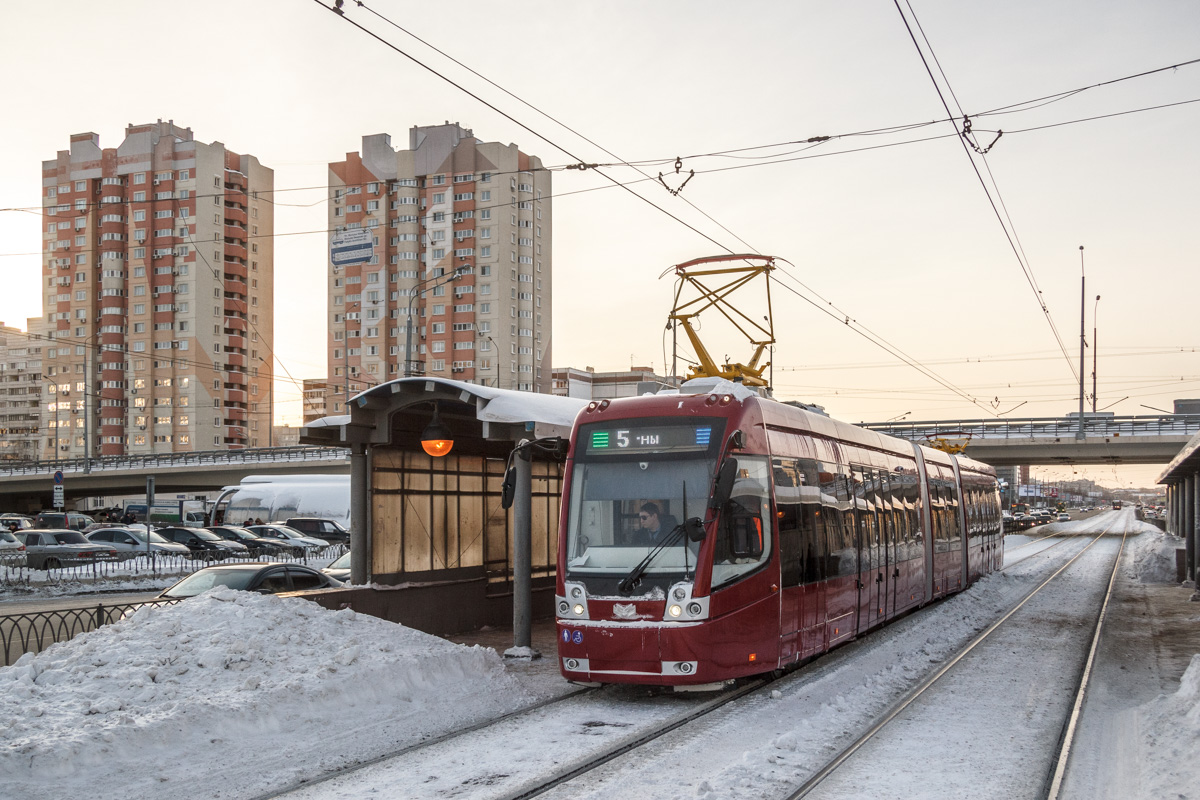
AKSM-84500K
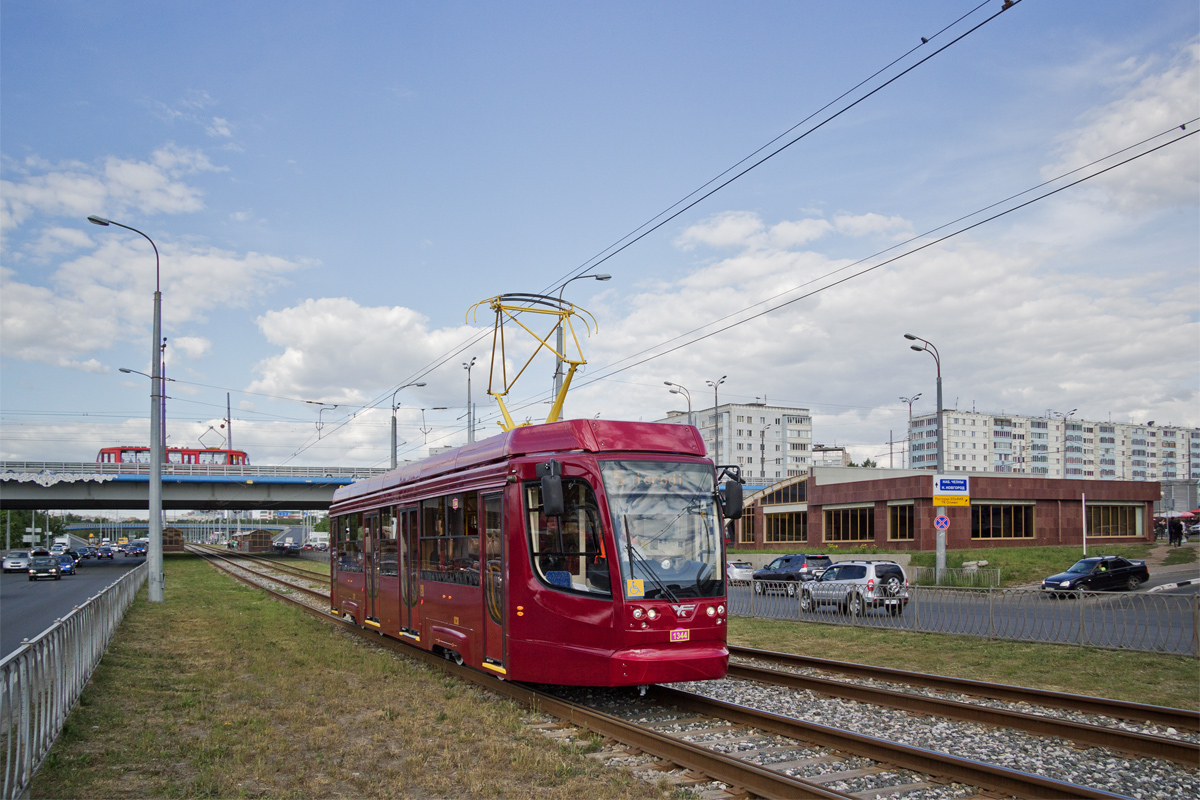
71-623-02.02
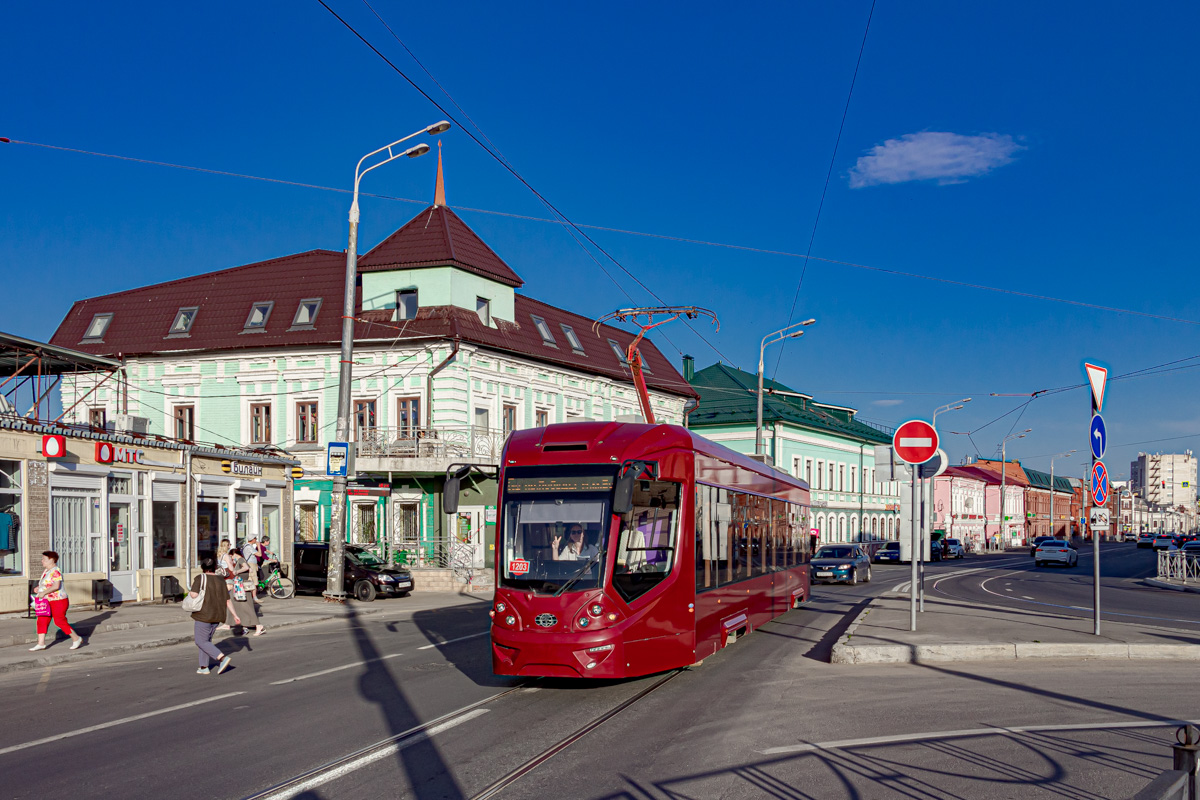
71-911

### 事業用車両

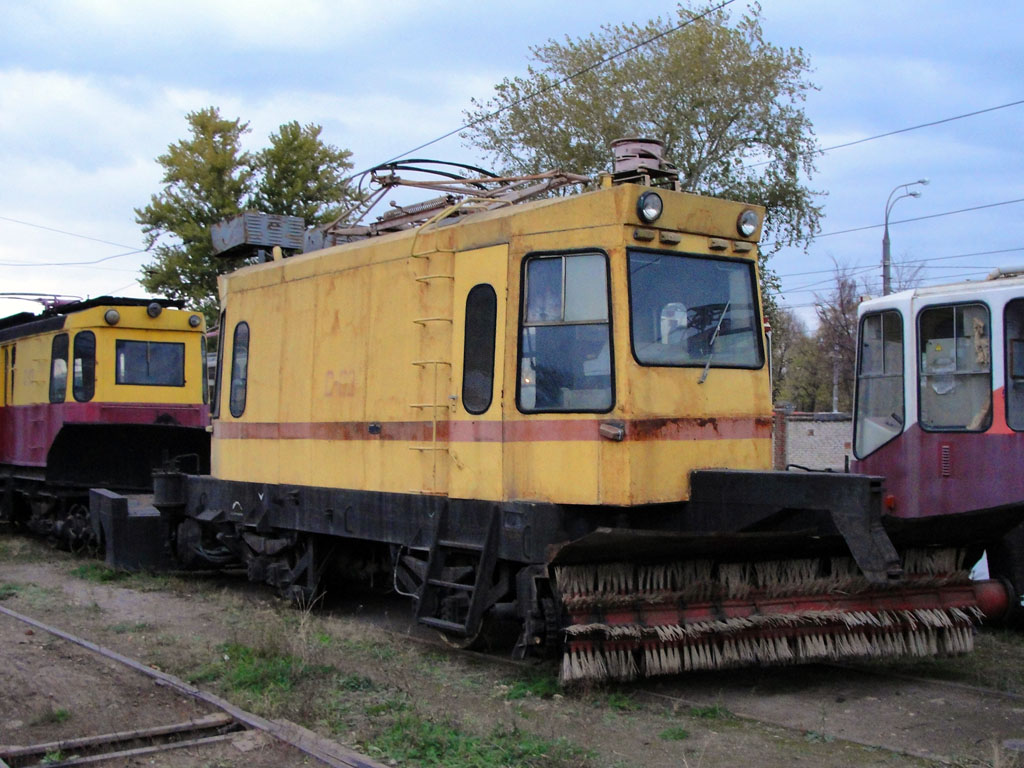
ブルーム式除雪車
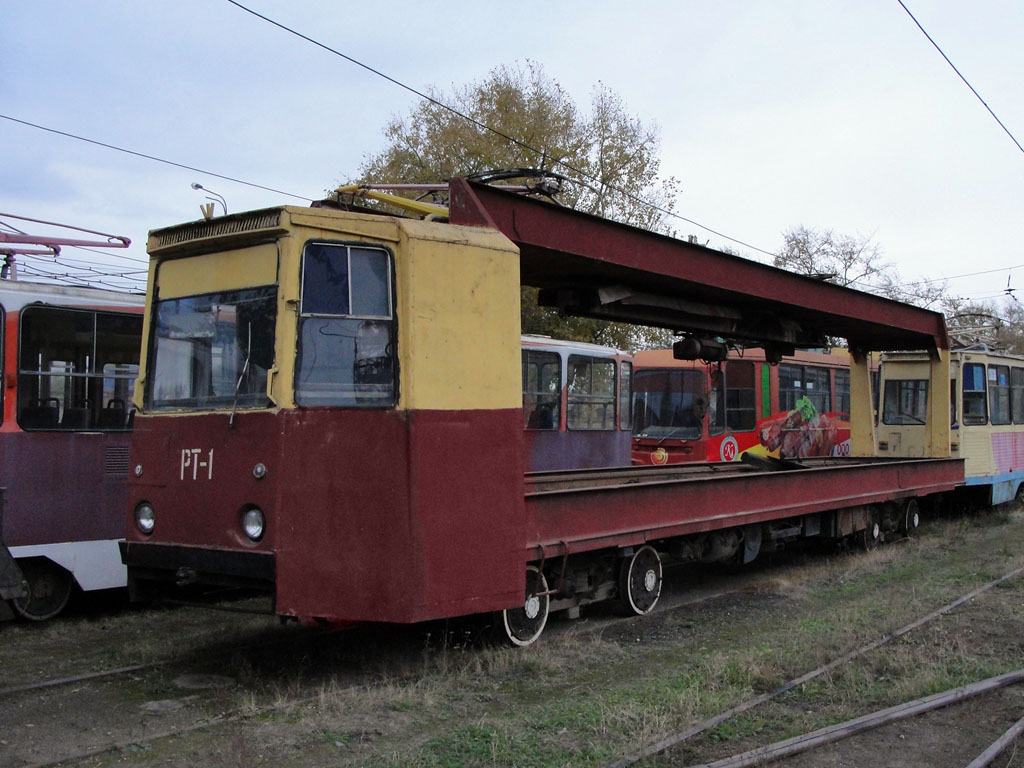
電動貨車
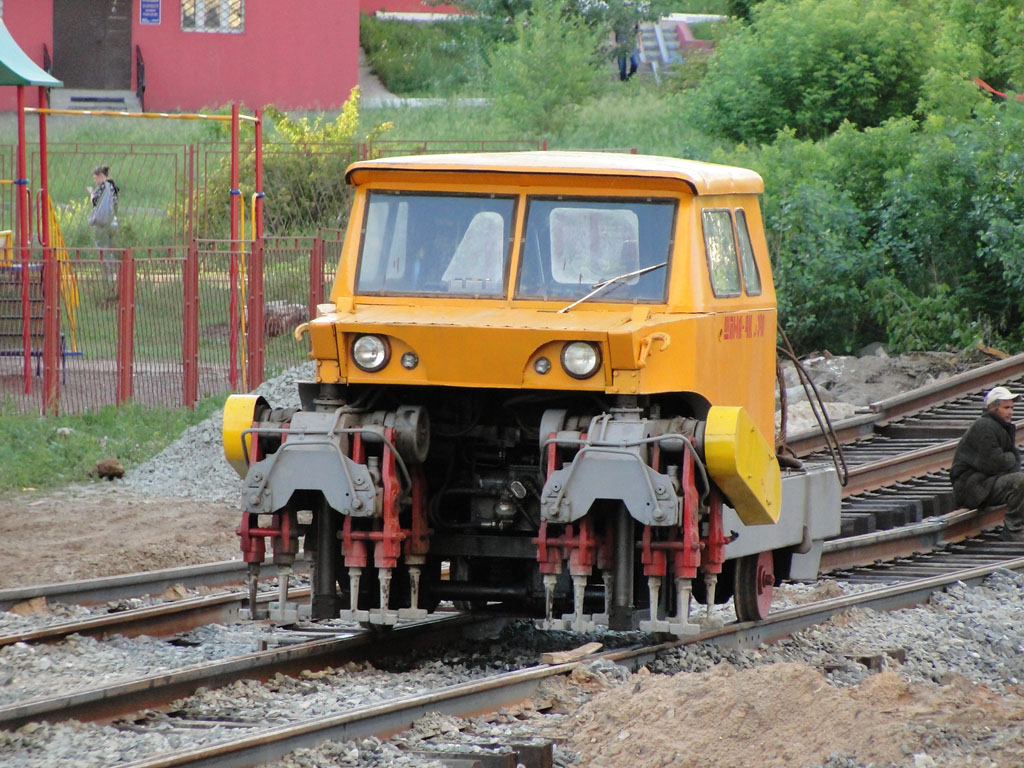
バラストタンパー

### 過去の車両

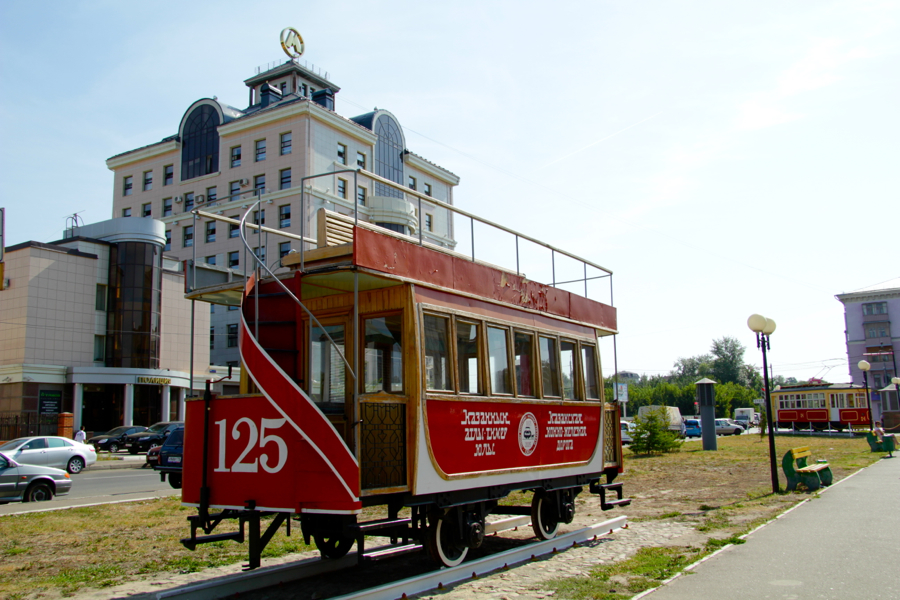
馬車鉄道時代の2階建て客車
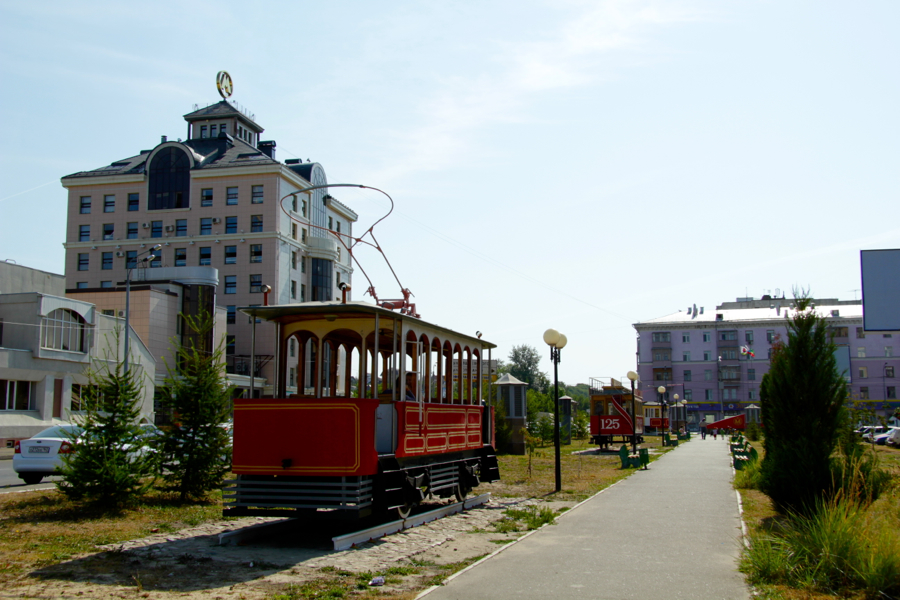
電化開業初期のベルギー製電車
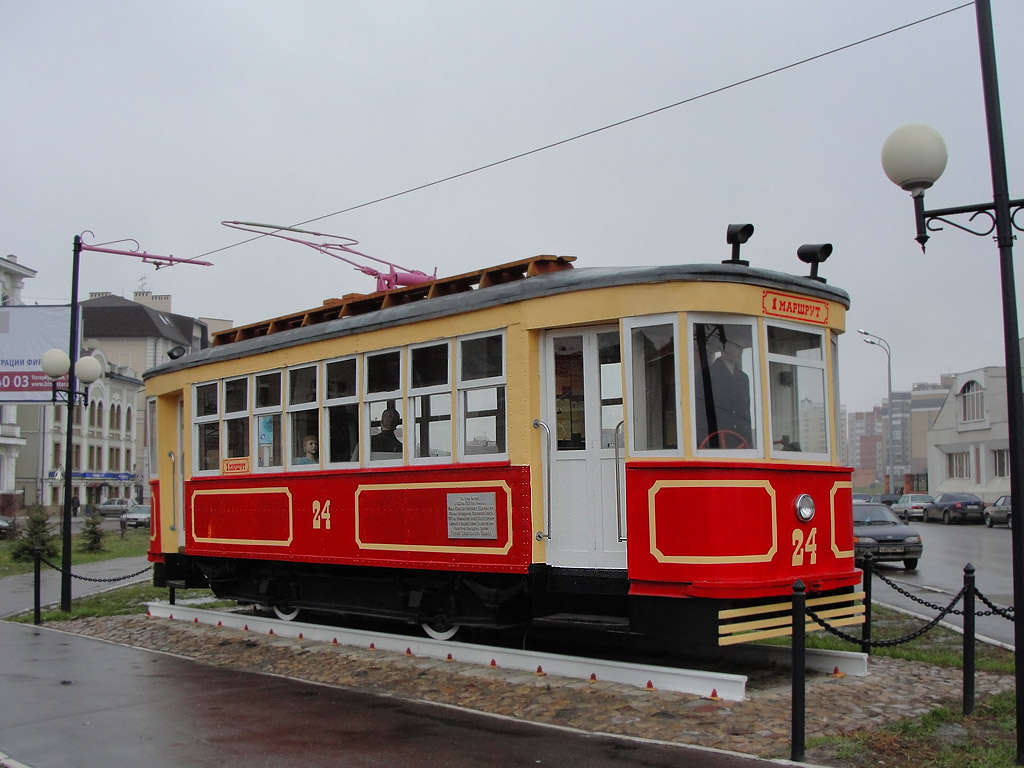
Kh
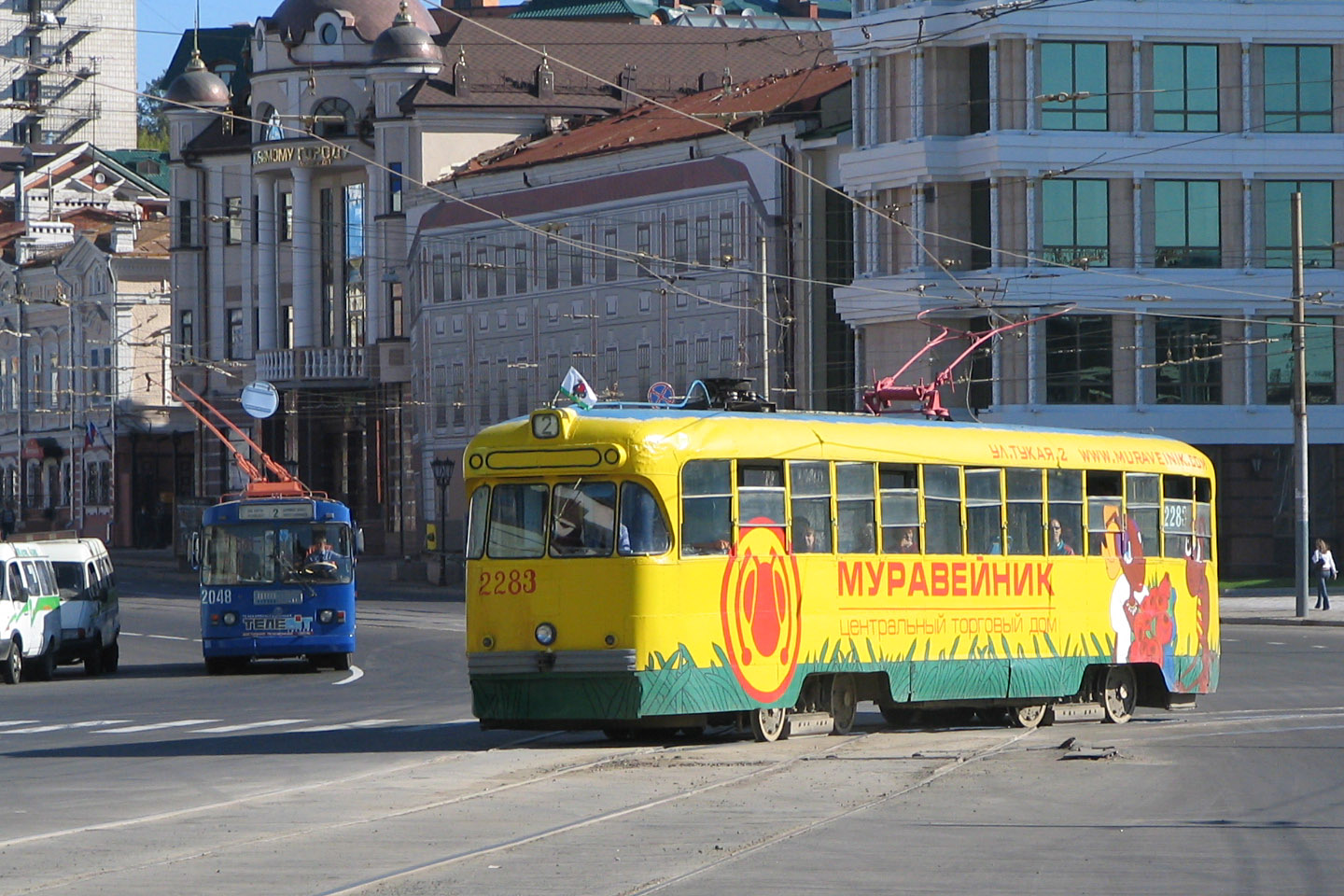
RVZ-6
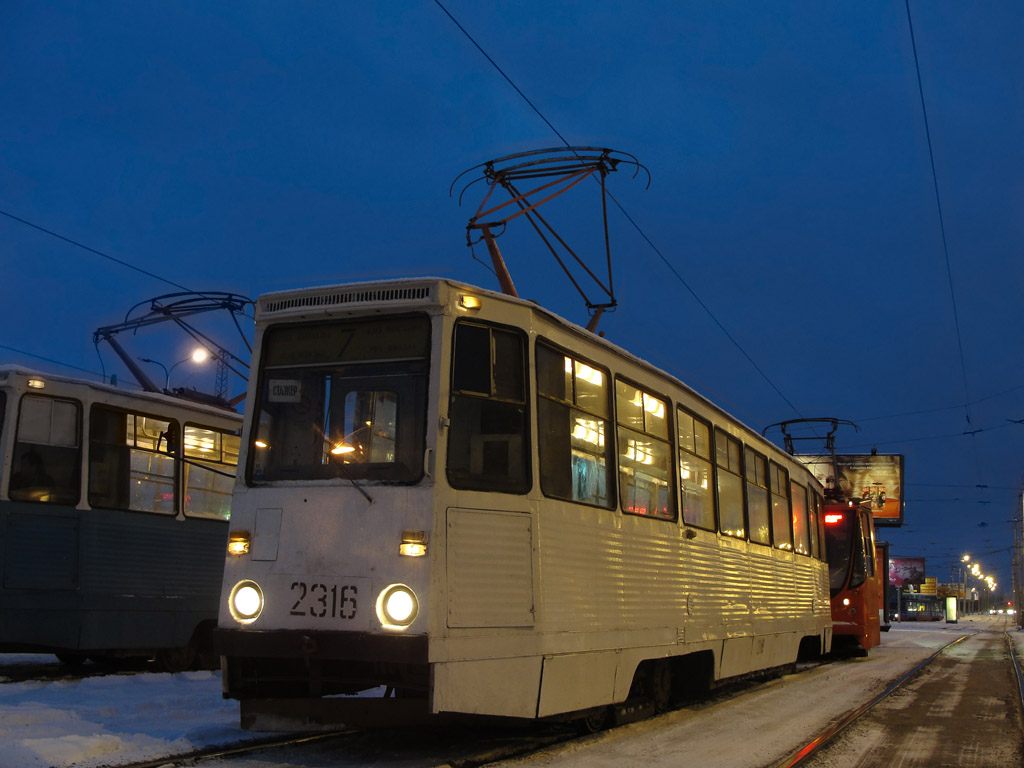
KTM-5（71-605）
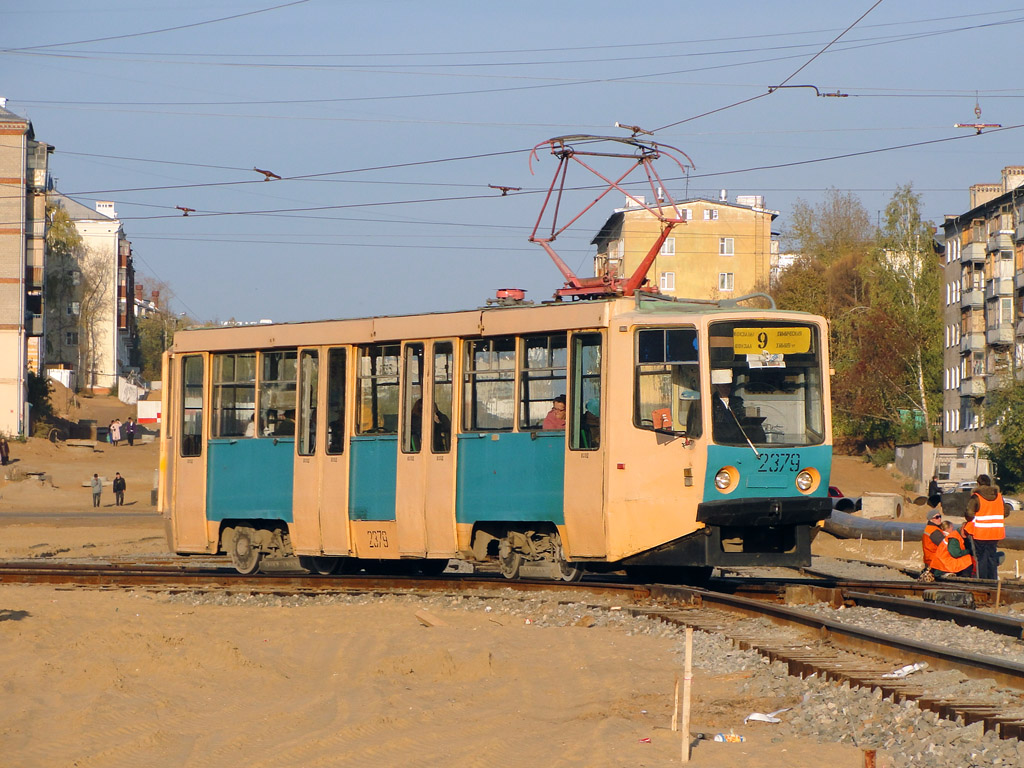
71-608M
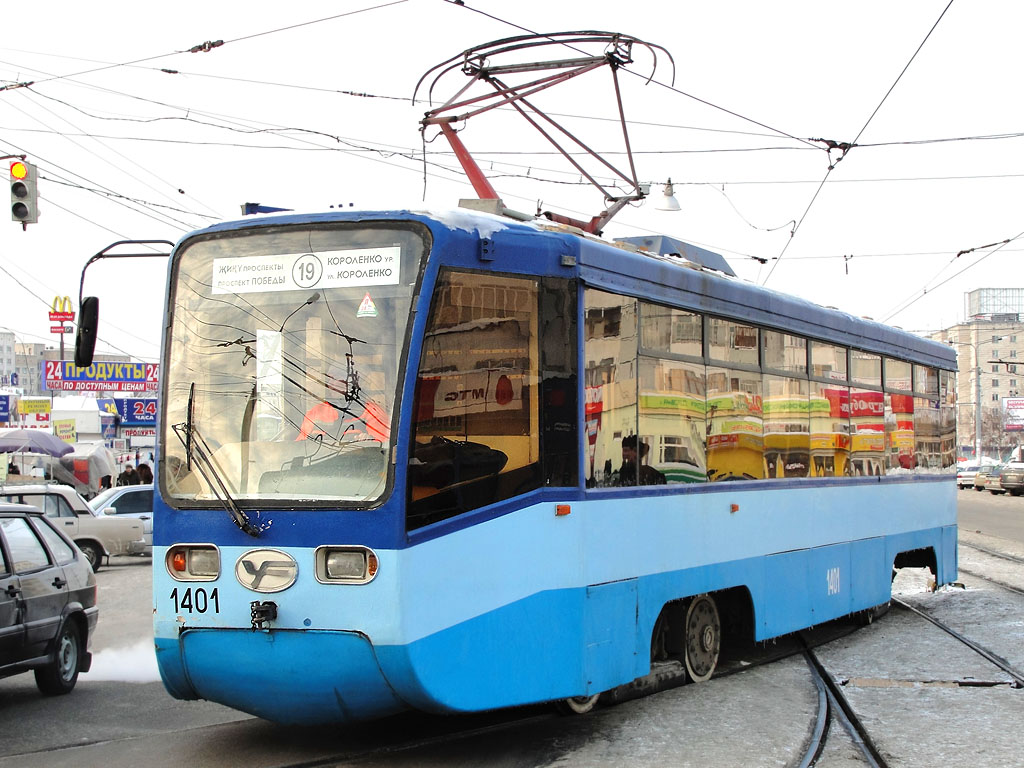
71-619K-01
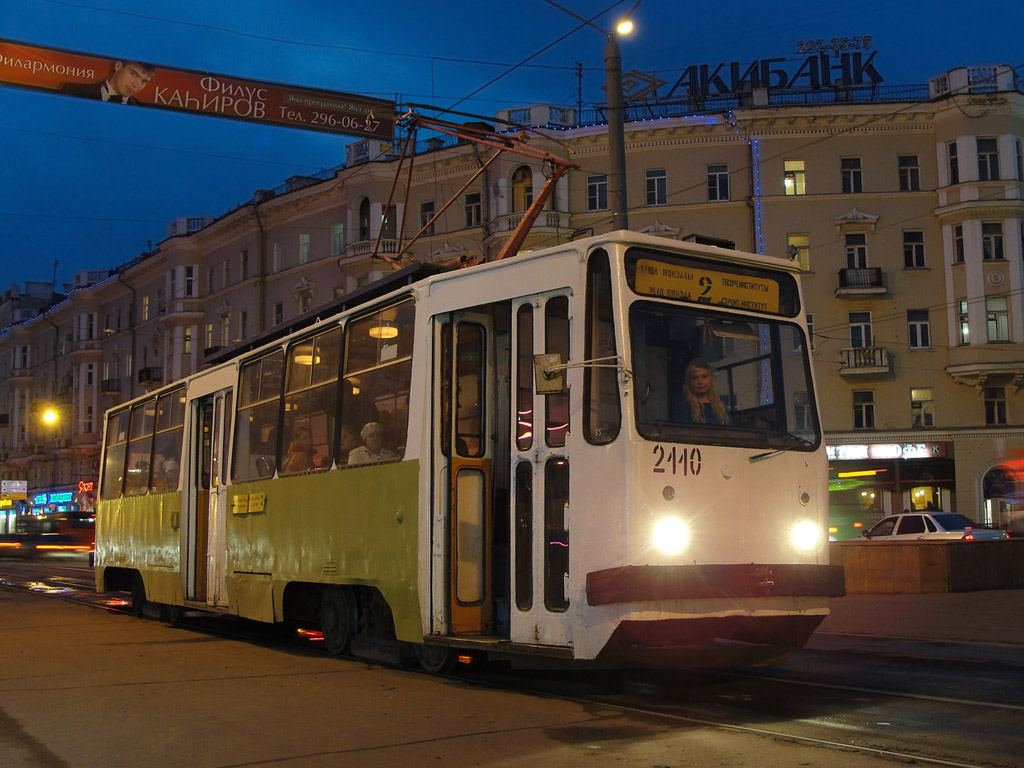
LM-93
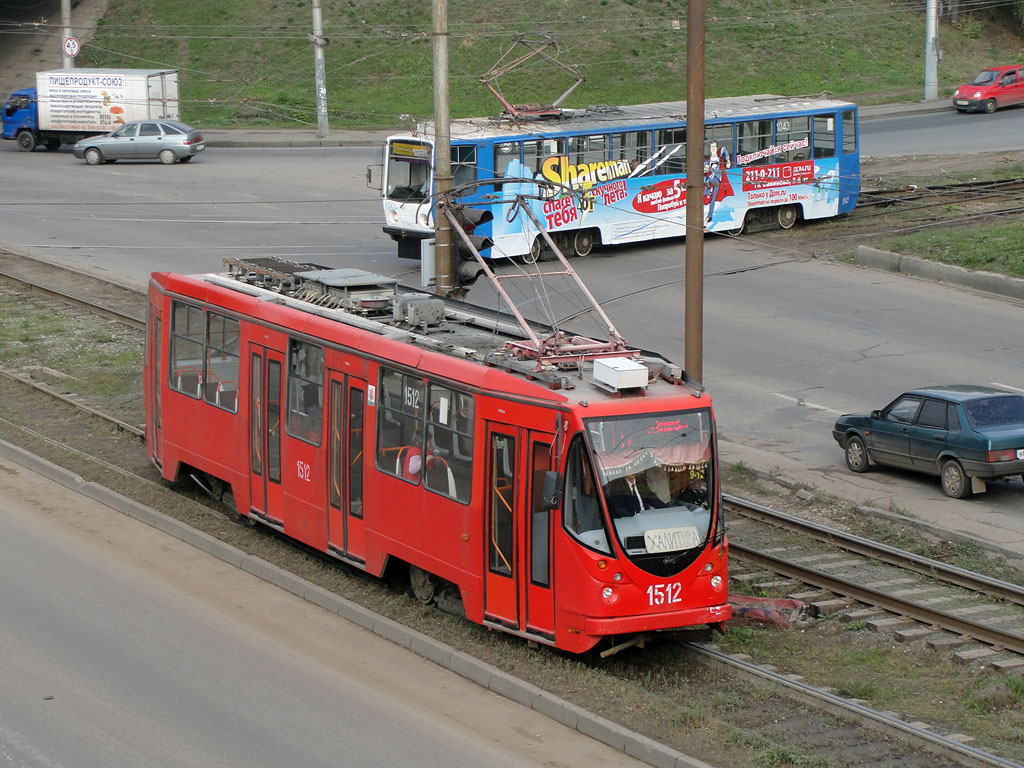
LM-99AVN